# Elecciones generales de Turquía de 1923
Las primeras elecciones generales tras la declaración de la República de Turquía se llevaron a cabo el 28 de junio de 1923. En ese momento, la Asociación para la Defensa de los Derechos de Anatolia y Rumelia (que se convertiría en el Partido Republicano del Pueblo el 9 de septiembre de 1923) era el único partido político legal del país.

## Sistema electoral
Las elecciones se llevaron a cabo bajo la ley electoral otomana aprobada en 1908, que preveía un sistema de dos vueltas. En primera vuelta, los votantes eligieron a los electores secundarios (uno para los primeros 750 electores en una circunscripción, a continuación, uno por cada 500 votantes adicionales). En la segunda vuelta los electores secundarios eligieron a los miembros de la Asamblea Nacional de Turquía. Sin embargo, una segunda ley fue aprobada el 3 de abril que establecía la reducción de la edad para votar a 18 años y eliminaba el requisito del pago de impuestos.

## Resultado presidencial
El presidente de Turquía es elegido por la Asamblea Nacional para un mandato de cinco años. Atatürk fue elegido con apoyo unánime del parlamento.
| Candidato | Candidato             | Partido | Partido                        | # de votos | % de votos     | Votantes habilitados | % de participación |
| --------- | --------------------- | ------- | ------------------------------ | ---------- | -------------- | -------------------- | ------------------ |
|           | Mustafá Kemal Atatürk |         | Partido Republicano del Pueblo | 158        | \| \| 100 % \| | 281                  | 56.2               |
|           | 100 %                 |         |                                |            |                |                      |                    |